# Gastrotheca monticola
Espèce
Statut de conservation UICN

 LC  : Préoccupation mineure
Gastrotheca monticola est une espèce d'amphibiens de la famille des Hemiphractidae.

## Répartition
Cette espèce est endémique du Pérou. Elle se rencontre dans les régions d'Amazonas, de Cajamarca et de Piura entre 1 900 et 3 235 m d'altitude.

## Publication originale
- (en) Barbour & Noble, 1920 : Some Amphibians from North-Western Peru, with a Revision of the Genera Phyllobates and Telmatobius. Bulletin of the Museum of Comparative Zoology at Harvard College, vol. 63, p. 395-427 (texte intégral).